# 386BSD
386BSD는 1992년에 첫 출시된 BSD 기반 자유 유닉스 계열 운영체제이며, 별칭은 졸릭스(Jolix)이다. 인텔 80386 마이크로프로세서 기반의 PC 호환 컴퓨터 시스템에서 실행된다. 386BSD의 새로운 사항으로는 역할 기반 보안, 링 버퍼, 모듈식 커널 디자인을 포함한다. PC용 BSD는 여기에서 파생된 것이다.

## 역사
396BSD는 버클리의 동문 린 졸리츠와 윌리엄 졸리츠가 주로 개발하였다.